# 天使 (漫画)
『天使』（てんし）は、桜沢エリカによる日本の漫画作品、及びそれを原作とする2005年の日本映画。『FEEL YOUNG』（祥伝社）にて1999年に連載され、続編も断続的に発表された。

## あらすじ
東京のとある町に、天使が舞い降りた。天使は、言葉が話せず、ジンライムが好き。物語は、様々な悩みを抱えた登場人物が、そんな彼女と関わることで、問題を解決していくものである。

## 書誌情報
桜沢エリカ 〈祥伝社・FEELコミックス〉
- 『天使』 1999年12月8日発行、ISBN 978-4396762131
- 『天使の巣』 2001年2月22日発行、ISBN 978-4396762414
- 『天使の棲む街』 2005年6月8日発行、ISBN 978-4396763602
- 『天使II』 2006年1月18日発行、ISBN 978-4396763749

## 映画
『天使』『天使の巣』を原作としたオムニバス作品として映画化。主演の深田には一切セリフがないのが特徴である。

### キャスト
- 天使 - 深田恭子
- カトウ（コンビニ店員）- 内田朝陽
- 吉川（シングルファーザー）- 永瀬正敏
- カスミ（吉川の恋人）- 永作博美
- ちい（吉川の娘）- 森迫永依
- みづほ（いじめに遭う中学生）- 小出早織
- 美帆 - 佐藤めぐみ
- 奈津 - 西田尚美
- 猫おばさん - 鰐淵晴子
- ユミ - 大竹佑季
- 恵美 - 小林明実
- 多野 - 泉谷しげる

### スタッフ
- 原作 - 桜沢エリカ「天使」
- 監督 - 宮坂まゆみ
- 助監督 - 平野宏治
- 脚本 - 奥寺佐渡子
- プロデューサー - 長谷川真澄、梶田裕貴
- プロデューサーアシスタント - 関口泰子
- エグゼクティブプロデューサー - 案納俊昭、川嶋晴男、松原守道
- 音楽 - 吉俣良
- 主題歌 - 大竹佑季「天使が舞い降りて来る日」（東芝EMI Virgin Music Co.）
- 音響効果 - 伊藤瑞樹
- レコーディングエンジニア - 村瀬範恭
- 整音アドバイザー - 浦田和治
- 撮影 - 猪本雅三
- 編集 - 上野聡一
- 美術 - 小泉博康
- 照明 - 赤津淳一
- 録音 - 石貝洋
- 持ち道具 - 阿部祐子
- 天使衣裳デザイン - 屋島裕樹
- スタイリスト - 大塚勇造
- 天使衣裳管理 - 小林身和子
- ヘアメイク - 細川昌子、久保シズミ
- HD編集 - 佐々木修
- デジタルリマスタリング - 田中敦彦
- デジタルカラーマネージメント - 森田秀雄、小林大輔、宮坂義明
- デジタルリマスタリングスーパーバイザー - 中村忠士
- 光学リレコ - 上田太士
- フィルムレコーディング&タイミング - 井出義雄
- VE - 前川達彦
- カラリスト - 亀井嘉郎、石原泰隆
- キャスティングプロデューサー - 今野文雄
- AP - 細貝康介
- ラインプロデューサー - 齋藤寛朗
- 制作主任 - 白井麻理
- スクリプター - 石川海
- スチール - 奈良英雄
- 操演 - 船橋誠、辻川明宏、松木陽平、黒田政紀
- VFXスーパーバイザー - 古賀信明
- VFXプロデューサー - 坂本雅司
- CGデザイナー - 萩野明史、藤田竜ニ、山本達也、本田孝幸
- 振付け - JOU
- 絵画提供 - 佐藤百合
- 技術コーディネート - 稲葉正広
- 装飾 - 後藤レイコ、櫻井啓介
- ネイリスト - 荒川アリ
- 特殊造形 - 岡野正広、関根研一、佐伯佳世
- IQ - キム・テヨン、酒井伸太郎
- データコンバート - 栗原純
- メイキング - 星川貢一郎
- 宣伝 - ファントム・フィルム
- 配給 - 松竹
- 製作 - 「天使」製作委員会（セップ、ハピネット・ピクチャーズ、アドギア）